# والیس (داکوتای جنوبی)
والیس(به انگلیسی: Wallace) شهری در ایالت داکوتای جنوبی کشور ایالات متحده آمریکا است که جمعیت آن در سرشماری سال ۲۰۱۰ میلادی، ۸۵ نفر بوده‌است.